# Paulson Stadium
O Paulson Stadium é um estádio localizado em Statesboro, Geórgia, Estados Unidos, possui capacidade total para 25.000 pessoas, é a casa do time de futebol americano universitário Georgia Southern Eagles football da Universidade do Sul da Geórgia. O estádio foi inaugurado em 1983, e o nome é em homenagem ao ex-aluno e fundador da Gulfstream Aerospace Allen Paulson.